# West Seneca
West Seneca és una concentració de població designada pel cens dels Estats Units a l'estat de Nova York. Segons el cens del 2000 tenia 45.943 habitants.

## Demografia
Segons el cens del 2000, West Seneca tenia 45.943 habitants, 18.337 habitatges, i 12.744 famílies. La densitat de població era de 829,7 habitants per km².
Dels 18.337 habitatges en un 28,2% hi vivien nens de menys de 18 anys, en un 56,2% hi vivien parelles casades, en un 10,3% dones solteres, i en un 30,5% no eren unitats familiars. En el 26,6% dels habitatges hi vivien persones soles el 13,1% de les quals corresponia a persones de 65 anys o més que vivien soles. El nombre mitjà de persones vivint en cada habitatge era de 2,47 i el nombre mitjà de persones que vivien en cada família era de 3,02.
Per edats la població es repartia de la següent manera: un 22,3% tenia menys de 18 anys, un 6,9% entre 18 i 24, un 27,2% entre 25 i 44, un 25,4% de 45 a 60 i un 18,2% 65 anys o més.
L'edat mediana era de 41 anys. Per cada 100 dones de 18 o més anys hi havia 88,3 homes.
La renda mediana per habitatge era de 46.264 $ i la renda mediana per família de 54.164 $. Els homes tenien una renda mediana de 39.003 $ mentre que les dones 26.846 $. La renda per capita de la població era de 20.529 $. Entorn del 3% de les famílies i el 4,6% de la població estaven per davall del llindar de pobresa.